# Mesnil-Domqueur
Mesnil-Domqueur település Franciaországban, Somme megyében. Lakosainak száma 89 fő (2022. január 1.). Mesnil-Domqueur Domqueur, Beaumetz, Cramont, Domléger-Longvillers, Fransu és Maison-Roland községekkel határos.

## Népesség
A település népességének változása:
| Lakosok száma | 83   | 86   | 87   | 88   | 89   | 89   | 88   | 90   | 89   |
|               | 2013 | 2015 | 2016 | 2017 | 2018 | 2019 | 2020 | 2021 | 2022 |